# Hapoel Haifa
Hapoel Haifa (Hebreeuws: מועדון הכדורגל הפועל חיפה, Moadon HaKaduregel Hapoel Haifa) is een Israëlische voetbalclub uit Haifa. De club werd eenmaal landskampioen van Israël en won driemaal de beker. De bijnaam van het team is 'de Haaien'.

## Historie
Hapoel Haifa werd opgericht in 1924. In de eerste jaren werden vooral vriendschappelijke wedstrijden gespeeld en in 1928 werden de eerste officiële wedstrijden gespeeld bij de Israëlische voetbalbond. In 1950, na de onafhankelijkheidsoorlog, werd de Israëlische competitie weer actief en was Haifa een van de deelnemende teams. In de jaren zestig werden er voor het eerst prijzen gepakt door de club: tweemaal de beker. In 1974 werd voor de derde maal een beker gewonnen, maar in 1981 degradeerde de club. Pas in de jaren negentig ging het weer beter met de club en werd weer promotie naar de hoogste klasse bereikt. Voorlopig hoogtepunt was het landskampioenschap in het seizoen 1998–1999. In het nieuwe millennium degradeerde de club opnieuw enkele malen maar werd telkens ook weer promotie afgedwongen.

## Erelijst
- Landskampioen
  - 1999
- Beker van Israël
  - Winnaar: 1963, 1966, 1974, 2018
- Israëlische Supercup
  - 2018
- Toto-Cup
  - 2001, 2013

## Eindklasseringen vanaf 2000
| Seizoen | Competitie  | Niveau | Eindstand | Beker        | Opmerking                                             |
| ------- | ----------- | ------ | --------- | ------------ | ----------------------------------------------------- |
| 1999/00 | Ligat Ha'Al | I      | 7         | 8e finale    |                                                       |
| 2000/01 | Ligat Ha'Al | I      | 3         | 8e finale    |                                                       |
| 2001/02 | Ligat Ha'Al | I      | 11        | 8e ronde     |                                                       |
| 2002/03 | Liga Leumit | II     | 6         | 8e finale    |                                                       |
| 2003/04 | Liga Leumit | II     | 1         | Finale       | < Hapoel Bnei Sachnin: 1-4                            |
| 2004/05 | Ligat Ha'Al | I      | 11        | kwartfinale  |                                                       |
| 2005/06 | Liga Leumit | II     | 6         | 9e ronde     |                                                       |
| 2006/07 | Liga Leumit | II     | 3         | kwartfinale  |                                                       |
| 2007/08 | Liga Leumit | II     | 3         | 9e ronde     | Liga-topscorer ex aequo: Eden Ben Basat (13)          |
| 2008/09 | Liga Leumit | II     | 1         | 9e ronde     |                                                       |
| 2009/10 | Ligat Ha'Al | I      | 11        | 8e ronde     |                                                       |
| 2010/11 | Ligat Ha'Al | I      | 10        | kwartfinale  |                                                       |
| 2011/12 | Ligat Ha'Al | I      | 12        | 8e ronde     |                                                       |
| 2012/13 | Ligat Ha'Al | I      | 9         | 8e finale    |                                                       |
| 2013/14 | Ligat Ha'Al | I      | 11        | 8e finale    |                                                       |
| 2014/15 | Ligat Ha'Al | I      | 12        | 8e ronde     |                                                       |
| 2015/16 | Ligat Ha'Al | I      | 12        | 8e finale    |                                                       |
| 2016/17 | Ligat Ha'Al | I      | 8         | kwartfinale  |                                                       |
| 2017/18 | Ligat Ha'Al | I      | 4         | Winnaar      | < Beitar Jeruzalem: 3-1 nv                            |
| 2018/19 | Ligat Ha'Al | I      | 11        | 8e ronde     | winnaar Supercup > Hapoel Beër Sjeva: 1-1 nv (5-4 ns) |
| 2019/20 | Ligat Ha'Al | I      | 6         | kwartfinale  |                                                       |
| 2020/21 | Ligat Ha'Al | I      | 9         | 8e finale    |                                                       |
| 2021/22 | Ligat Ha'Al | I      | 11        | Halve finale |                                                       |
| 2022/23 | Ligat Ha'Al | I      | 8         | 8e finale    |                                                       |
| 2023/24 | Ligat Ha'Al | I      | 4         | 8e finale    |                                                       |
| 2024/25 | Ligat Ha'Al | I      | 5         | 8e finale    | Liga-topscorer: Guy Melamed (21)                      |
| 2025/26 | Ligat Ha'Al | I      | .         |              |                                                       |

## Haifa in Europa
Uitslagen vanuit gezichtspunt Hapoel Haifa
| Seizoen | Competitie       | Ronde        | Land                   | Club               | Totaalscore | 1e W     | 2e W    | PUC |
| ------- | ---------------- | ------------ | ---------------------- | ------------------ | ----------- | -------- | ------- | --- |
| 1996    | Intertoto Cup    | Groep 1      | Vlag van België        | Standard Luik      | 2-2         | 2-2 (U)  |         | 0.0 |
|         |                  | Groep 1      | Vlag van Denemarken    | Aalborg BK         | 4-5         | 4-5 (U)  |         | 0.0 |
|         |                  | Groep 1      | Vlag van Duitsland     | VfB Stuttgart      | 0-4         | 0-4 (T)  |         | 0.0 |
|         |                  | Groep 1 (4e) | Vlag van Noord-Ierland | Cliftonville FC    | 1-1         | 1-1- (T) |         | 0.0 |
| 1998    | Intertoto Cup    | 1R           | Vlag van Roemenië      | National Boekarest | 2-5         | 1-3 (U)  | 1-2 (T) | 0.0 |
| 1999/00 | Champions League | 2Q           | Vlag van Turkije       | Beşiktaş JK        | 1-1 u       | 1-1 (U)  | 0-0 (T) | 5.0 |
|         |                  | 3Q           | Vlag van Spanje        | Valencia CF        | 0-4         | 0-2 (T)  | 0-2 (U) | 5.0 |
| 1999/00 | UEFA Cup         | 1R           | Vlag van België        | Club Brugge        | 5-5 u       | 3-1 (T)  | 2-4 (U) | 5.0 |
|         |                  | 2R           | Vlag van Nederland     | AFC Ajax           | 1-3         | 0-3 (T)  | 1-0 (U) | 5.0 |
| 2001    | Intertoto Cup    | 1R           | Vlag van Estland       | Tallinna VMK       | 5-0         | 2-0 (T)  | 3-0 (U) | 0.0 |
|         |                  | 2R           | Vlag van Wit-Rusland   | Dinamo Minsk       | 0-3         | 0-2 (U)  | 0-1 (T) | 0.0 |
| 2018/19 | Europa League    | 2Q           | Vlag van IJsland       | FH Hafnarfjörður   | 2-1         | 1-1 (T)  | 1-0 (U) | 1.5 |
|         |                  | 3Q           | Vlag van Italië        | Atalanta Bergamo   | 1-6         | 1-4 (T)  | 0-2 (U) | 1.5 |

Totaal aantal punten voor UEFA coëfficiënten: 6.5
Zie ook
- Deelnemers UEFA-toernooien Israël
- Ranglijst van alle clubs die in de diverse Europa Cups zijn uitgekomen

## Stadion
Hapoel Haifa speelt sinds de jaren negentig haar thuiswedstrijden in het Kiryat Elizerstadion, dat plaats biedt aan 14.000 toeschouwers.

## Bekende spelers
- Dudu Aouate
- Reuven Atar
- Oded Elkayam
- Ran Ben Shimon
- Robby Young
- Yochanan Vollach
- Yitzhak Englander
- Yechiel Hameiri
- Elimelech Levental
- Piet Velthuizen

MS Asjdod · 
Beitar Jeruzalem ·
Hapoel Beër Sjeva · 
Ihoud Bnei Sachnin ·
Hapoel Haifa · 
Hapoel Ironi Kiryat Shmona · 
Hapoel Jeruzalem FC ·
Hapoel Petach Tikwa ·
Hapoel Tel Aviv FC ·
Ironi Tiberias ·
Maccabi Bnei Reineh FC ·
Maccabi Haifa ·
Maccabi Netanja ·
Maccabi Tel Aviv FC